# Saint-Julien-de-Crempse
Saint-Julien-de-Crempse is een plaats en voormalige gemeente in het Franse departement Dordogne (regio Nouvelle-Aquitaine) en telt 182 inwoners (2004). De plaats maakt deel uit van het arrondissement Périgueux. Saint-Julien-de-Crempse is op 1 januari 2019 gefuseerd met de gemeenten Maurens, Laveyssière en Saint-Jean-d'Eyraud tot de gemeente Eyraud-Crempse-Maurens. 

## Geografie
De oppervlakte van Saint-Julien-de-Crempse bedraagt 11,3 km², de bevolkingsdichtheid is 16,1 inwoners per km².
De onderstaande kaart toont de ligging van Saint-Julien-de-Crempse met de belangrijkste infrastructuur en aangrenzende gemeenten.

## Demografie
Onderstaande figuur toont het verloop van het inwonertal.
Laveyssière · Maurens · Saint-Jean-d'Eyraud · Saint-Julien-de-Crempse